# Marcos Gabriel Fernández
Marcos Gabriel Fernández (Matilde, Provincia de Santa Fe, Argentina, 20 de abril de 1993) es un futbolista argentino. Juega como volante central y actualmente milita en el Club y Biblioteca Ramón Santamarina (Tandil) del Federal A de Argentina.

## Selección Argentina
En diciembre de 2012, Marcelo Trobbiani lo confirmó en la lista de jugadores de la selección argentina para disputar el Sudamericano Sub-20 a jugarse en Mendoza, Argentina. El seleccionado local quedó eliminado en la fase inicial, sumando sólo cuatro puntos en igual cantidad de cotejos.

### Participaciones con la Selección
| Torneo                   | Sede      | Resultado    | PJ | G |
| ------------------------ | --------- | ------------ | -- | - |
| Sudamericano Sub-20 2013 | Argentina | Primera Fase | 2  | 0 |

## Estadísticas
| Club                      | Temporada           | Liga  | Liga  | Copas nacionales | Copas nacionales | Torneos internacionales | Torneos internacionales | Total | Total |
| Club                      | Temporada           | Part. | Goles | Part.            | Goles            | Part.                   | Goles                   | Part. | Goles |
| ------------------------- | ------------------- | ----- | ----- | ---------------- | ---------------- | ----------------------- | ----------------------- | ----- | ----- |
| Colón Argentina           | 2011-12             | 1     | 0     | 1                | 0                | —                       | —                       | 2     | 0     |
| Colón Argentina           | 2012-13             | 3     | 0     | —                | —                | —                       | —                       | 3     | 0     |
| Colón Argentina           | 2013-14             | 13    | 0     | —                | —                | —                       | —                       | 13    | 0     |
| Colón Argentina           | 2014                | 5     | 0     | 1                | 0                | —                       | —                       | 6     | 0     |
| Colón Argentina           | 2015                | 2     | 0     | 1                | 0                | —                       | —                       | 3     | 0     |
| Colón Argentina           | Total club          | 24    | 0     | 3                | 0                | 0                       | 0                       | 27    | 0     |
| San Luis · Chile          | 2015                | 8     | 0     | 7                | 0                | —                       | —                       | 12    | 0     |
| San Luis · Chile          | Total club          | 8     | 0     | 7                | 0                | 0                       | 0                       | 12    | 0     |
| Sp. Las Parejas Argentina | 2016-17             | 12    | 2     | 3                | 0                | —                       | —                       | 15    | 2     |
| Sp. Las Parejas Argentina | Total club          | 12    | 2     | 3                | 0                | 0                       | 0                       | 15    | 2     |
| Unión (S) Argentina       | 2017-18             | 23    | 7     | 4                | 0                | —                       | —                       | 27    | 7     |
| Unión (S) Argentina       | Total club          | 23    | 7     | 4                | 0                | 0                       | 0                       | 27    | 7     |
| Sarmiento (R) Argentina   | 2018-19             | 22    | 6     | 4                | 0                | —                       | —                       | 26    | 6     |
| Sarmiento (R) Argentina   | Total club          | 22    | 6     | 4                | 0                | 0                       | 0                       | 26    | 6     |
| Total en su carrera       | Total en su carrera | 99    | 15    | 21               | 0                | 0                       | 0                       | 116   | 15    |
| 1. 2. 3.                  |                     |       |       |                  |                  |                         |                         |       |       |

## Palmarés

### Logros deportivos
| Logro                      | Club  | País      | Año     |
| -------------------------- | ----- | --------- | ------- |
| Torneo de Reserva          | Colón | Argentina | 2012-13 |
| Ascenso a Primera División | Colón | Argentina | 2014    |